# HMS Exeter (D89)
Pour les autres navires du même nom, voir HMS Exeter.
Pour les articles homonymes, voir D89.
Le HMS Exeter est un destroyer britannique de Type 42 (Batch 2) et le cinquième navire de la Royal Navy à être nommé d'après la ville d'Exeter dans le comté du Devon.

## Historique
Construit par la compagnie Swan Hunter, il est commissionné le 19 septembre 1980. Déployé dans les Caraïbes après la perte du Sheffield , le navire participe à la guerre des Malouines durant laquelle il abat 3 avions argentins (deux A-4 Skyhawk le 30 mai et un Learjet 35 le 7 juin) à l'aide de ses missiles Sea Dart. Mais les sources d'époque affirment qu'un des A-4 a été neutralisé par un obus de 4,5 pouces tiré par le HMS Avenger, une frégate de type 21,. Il a également servi lors de l'opération Granby (participation britannique à la guerre du Golfe de 1991, sous le commandement de Nigel Essenhigh[réf. souhaitée], durant laquelle il avait pour rôle entre autres la défense aérienne des cuirassés américains bombardant les positions ennemies. Il a assisté à la commémoration du 25e anniversaire de la guerre des Malouines à Newquay, Cornwall en 2007, en tant que dernier navire de la Royal Navy ayant participé à cette guerre à être encore en service actif.
Le 30 juillet 2008, l’Exeter est placé dans un état de « préparation étendue » à son port d'attache de Portsmouth, jusqu'à ce qu'il soit retiré du service le 27 mai 2009. Début 2010, il était utilisé comme une carcasse de formation pour aider à la formation des nouveaux remorqueurs de la base navale. Il est mis en vente aux enchères le 28 mars 2011 et enfin remorqué pour être démantelé en Turquie le 23 septembre 2011 provoquant des critiques d'anciens membres de l'équipage, mécontents du fait que le ministère de la Défense ne les avait pas apparemment informés du sort du navire.

## Armement
- 1 système de missiles anti-aériens de 2 Sea Dart GWS30 (22 Sea Dart)
- 1 canon de marine de 4,5 pouces Mark 8 (en)
- 2 canons anti-aériens 20/70 Oerlikon Mk 7A
- 2 x 3 tubes lance-torpilles de 324mm STWS 2 TT
- 1 hélicoptère Westland Lynx embarqué doté de quatre missiles anti-navires et deux torpilles anti-sous-marins.

Modernisation en 1982 : 2 x 2 canons anti-aériens 30/75 GCM-A03 Oerlikon et 2 canons 20/90 GAM-B01 Oerlikon
Modernisation 1987-1989 : suppression des 2 canons 30/75, ajout de 2 x 6 20/76 Mk 15 Phalanx et de 2 DEC laser dazzlers.

## Liste des officiers commandants
| De   | à    | Capitaine                      |
| ---- | ---- | ------------------------------ |
| 1980 | 1984 | Commandant Christopher Clay RN |
| 1989 | 1991 | Capitaine Nigel Essenhigh RN   |
| 2000 | 2002 | Commandant Chris Richards RN   |